# Luis Mazzantini
Luis Mazzantini Eguía (Elgóibar, Guipúzcoa, 10 de octubre de 1856-Madrid, 23 de abril de 1926) fue un célebre matador de toros español.
Hijo de un ingeniero italiano y de madre vasca, vivió y estudió en Italia durante su infancia y adolescencia, obteniendo el grado de bachiller en Artes. Regresó a España como secretario en el cortejo de Amadeo de Saboya. En busca de fama y dinero, decidió dedicarse al toreo a edad tardía y sin ser antes banderillero. Su formación cultural, inusual en los toreros de la época, le hizo ganarse el apodo de señorito loco. Tras un periodo de novillero, confirmó su alternativa en Madrid de manos de Lagartijo, el 29 de mayo de 1884.
Coincidió con el periodo de dominio absoluto del Rafael Guerra, Guerrita y también alternó con los míticos Lagartijo y Frascuelo, que se encontraban en la recta final de sus carreras. A Mazzantini, ya apodado don Luis, se le recuerda por su singular personalidad dentro y fuera de las plazas y técnicamente como un gran estoqueador. También son recordadas las anécdotas que sobre él contaba el Guerra, su antagonista en la plaza, y por haber logrado imponer el sorteo de los toros, ya que hasta entonces el principal matador (siempre Guerrita), con el beneplácito del ganadero, escogía las reses que deseaba torear, lo que perjudicaba a los demás matadores. También logró mejoras en los honorarios de los diestros. Mató casi 3000 toros y llegó a ganar seis mil pesetas por corrida de toros en la última década del siglo XIX. 
Fue muy popular en su época, vestía muy elegante y se codeaba con la alta sociedad. También tenía amigos artistas, frecuentaba la ópera y las tertulias literarias.
Se cortó la coleta al morir su esposa, en febrero de 1905. Una vez retirado de los ruedos, Mazzantini, de tendencia monárquica, se dedicó a una brillante carrera política. Fue concejal en el Ayuntamiento de Madrid, teniente de alcalde, miembro de la Diputación Provincial y gobernador civil de las provincias de Guadalajara y de Ávila.
Su nombre se conserva en la expresión Masantín el torero, que en las hablas cubanas puede connotar la dificultad de una empresa, o la referencia a cualquier persona.